# Lăpușna, Bârzula
Lăpușna (în ucraineană Лабушне, transliterat: Labușne) este un sat în comuna Codâma din raionul Bârzula, regiunea Odesa, Ucraina. 
În trecut a fost un sat cu o numeroasă comunitate moldovenească (românească) – 24% din populație, conform recensământului sovietic din 1926; fiind însă asimilat în prezent.

## Demografie
Componența lingvistică a comunei Lăpușna
     Ucraineană (96,48%)
     Rusă (2,49%)
     Alte limbi (0,8%)
Conform recensământului din 2001, majoritatea populației comunei Lăpușna era vorbitoare de ucraineană (96,48%), existând în minoritate și vorbitori de rusă (2,49%).